# Magico Vento
Magico Vento è un personaggio dei fumetti ideato da Gianfranco Manfredi nel 1997 e protagonista di due omonime serie a fumetti di genere western/horror pubblicate in Italia dalla Sergio Bonelli Editore.

## Storia editoriale
La prima serie dedicata al personaggio venne edita dal 1997 al 2010 scritta principalmente dal creatore della serie oltre a Stefano Lugano, Renato Queirolo e Antonio Segura.
Nel maggio del 1997 uscì un albetto promozionale di poche pagine sul personaggio, che alcuni erroneamente considerano il n. 0 della serie, anche se tale albo non contiene alcuna storia a fumetti, ma solo delle anticipazioni e pagine riferite ai primi albi del, all'epoca, nuovo personaggio Bonelli.
La prima serie è composta da 131 albi: 130 regolari ed uno Speciale conclusivo. Fino al n. 100 gli albi erano mensili, ma dal 101 e fino alla conclusione le uscite diventarono bimestrali.
Tra luglio ed ottobre del 2019 è stata pubblicata la seconda serie dedicata al personaggio ed intitolata "Magico Vento, il ritorno", composta da soli 4 numeri, nella quale le trame sono la diretta continuazione della prima serie, sempre scritta dal creatore del personaggio, Manfredi.
Nell'introduzione del n. 1 de "Il ritorno", l'autore Manfredi annuncia che è in lavorazione una terza serie composta da tre albi, che vedrà la luce nel 2023 sotto il titolo di "Guerre Apache".
Nel 2023 è uscita la terza serie "Guerre Apache", composta da tre albi (pubblicati rispettivamente ad ottobre, novembre e dicembre).
La prima serie venne ristampata a colori dalla Panini Comics; è stata pubblicata anche negli Stati Uniti con il titolo di Magic Wind dalla Epicenter Comics, in Macedonia del Nord con il titolo di Магичен ветар dalla casa editrice M-comics, in Brasile come Vento Mágico dalla Editora Mythos, in Turchia come Büyülü Rüzgar dalla Lal Kitap, in Croazia con il titolo di Magični Vjetar dalla Libellus, in India come மேஜிக் விண்ட் da Lion Muthu Comics e in Spagna come Viento Mágico da Aleta Ediciones.

## Personaggio e trama
I lineamenti del protagonista sono ispirati a quelli dell'attore Daniel Day Lewis e, in particolare, si sono presi come riferimento la sua interpretazione e il suo look selvaggio nel film di Michael Mann L'ultimo dei Mohicani del 1992. Le trame dimostrano interesse per storia e culture indiane, presentando frequenti elementi religiosi o culturali. Si incontrano spesso anche personaggi storici, come ad esempio Cavallo Pazzo, Toro Seduto, Nuvola Rossa, Calamity Jane, Wild Bill Hickok, il capo degli Oglala Piccolo Grande Uomo, il generale George Armstrong Custer, il generale Crook. Una rubrica inserita nell'albo poi chiarisce al lettore i retroscena storici che negli albi non trovano posto o lo aiutano a capire quanto c'è di vero nelle vignette che si appresta a leggere.
Il nome di Magico Vento è Ned Ellis, un militare che perse la memoria a causa di un incidente ferroviario causato da un ufficiale corrotto che, per rubare le armi trasportate dal treno, lo fece esplodere con della dinamite; tutti i soldati morirono nell'attentato e solo Ned si salvò, rimanendo ferito alla testa da una scheggia. Lo sciamano Cavallo Zoppo mentre era in viaggio lo raccolse e lo prese come allievo a cui tramandare i suoi insegnamenti. Dato che secondo lui era stato il Grande Spirito a condurlo fino a Ned, con un vento magico, gli venne dato questo nome indiano. Magico Vento iniziò così una nuova vita con gli indiani Sioux nelle praterie del Dakota. Non ricordava nulla della sua vita precedente. Divenne un medicine man con il dono delle visioni.
La saga inizia però tre anni dopo l'incidente narrato, quando Magico Vento torna sul luogo dell'incidente, deciso a raccogliere qualche indizio sul proprio passato. Durante questa avventura conosce Willy Richards, un giornalista ex alcolizzato di Chicago, detto Poe per la sua stupefacente somiglianza con l'omonimo celebre scrittore statunitense. Insieme risolvono il mistero dell'incidente che fece perdere la memoria a Ned e da allora vivranno insieme molte avventure, vagando tra i villaggi e le praterie della frontiera americana.
Per un periodo saranno collaboratori degli agenti federali durante la presidenza Grant e stringeranno amicizie soprattutto con due agenti segreti, l'ex attore di teatro Dick Carr, dal volto sfigurato, che poi assumerà il nome in codice Henry Task (e grazie alle sue capacità attoriali svilupperà delle eccellenti doti di trasformista) e Barry Jackson con il nome in codice Little Boy (forse un ex poliziotto di Chicago), uno dei primi agenti federali afroamericani della storia degli Stati Uniti.
Tra i nemici ricorrenti, il perfido Howard Hogan, ricco uomo d'affari senza scrupoli e uno dei responsabili dell'incidente di Ned, che successivamente si scoprirà essere un collaboratore della setta occulta della Volta Nera, società dedita sia all'occultismo che agli affari illegali. Col passare della serie, Hogan scoprirà avere anche lui delle capacità medianiche.
Tra gli altri, Aiwass, potente negromante della Volta Nera, in rapporto con gli Antichi, un gruppo di sacerdoti risalenti a molti secoli prima che nella forma di spiriti stipulano patti con uomini malvagi per estendere di nuovo il loro potere, e altre creature demoniache; Lungo Sacerdote, indiano subdolo e opportunista che cercherà di creare zizzania e istigare le tribù alla violenza. In alcune storie compaiono creature dall'aspetto demoniaco ispirate sia alla mitologia indiana che al folklore americano.
Altre avventure sono invece più realistiche e sono ispirate a eventi storici realmente accaduti, in particolare i numeri dal 97 al 101 che narrano la guerra delle Black Hills e in cui hanno un ruolo importante personaggi storici come il capo indiano Cavallo Pazzo e il Generale Custer.
I numeri dal 102 al 106 sono tra quelli con un taglio più horror, e ci sono dichiarati omaggi e ispirazioni ai racconti dello scrittore H.P. Lovecraft.
La chiusura della serie avviene nel settembre 2010 col numero 130, preceduto da un lungo racconto che tirerà le fila di molte trame e sottotrame della testata, concludendo l'ultima saga ambientata in Messico dove lo sciamano bianco dei Lakota combatterà a fianco degli Apache in lotta sia con l'esercito americano con i rurales messicani e con gli indiani Tarahumare.
Nello scontro finale in un tempio Maya abbandonato, Ned dovrà proteggere se stesso e la donna messicana Estrella dalla magia nera degli antichi e dallo spirito malvagio di un vecchio nemico.
Due mesi dopo uscì nelle edicole un ulteriore albo speciale che racchiuse tre storie riportate da Poe diversi anni dopo l'epilogo ufficiale. La prima è una rievocazione delle prime avventure di Ned e Poe in una vicenda che coinvolge due giovani indiani imbroglioni, dei contrabbandieri di fucili legati a Hogan e un monastero di Frati Cattolici. La seconda è un'indagine solitaria di Willy "Poe" Richards che da giornalista si improvvisa detective e scopre il colpevole di un omicidio in una piccola contea abitata da reduci della Guerra di Secessione. Questa è l'unica storia in tutta la serie dove Magico Vento non compare e Poe agisce da solo. La terza è un post-finale dove si narra cosa è successo all'agente Henry, a Ned e a Estrella al pueblo messicano dopo l'ultima vignetta al termine dell'episodio 130, con il definitivo congedo del protagonista.
In "Magico Vento, il ritorno", la storia è ambientata nel 1881, esattamente un anno dopo dell'ambientazione della prima serie, e parteciperanno all'avventura insieme a Ned e Poe vari personaggi visti in passato e nuovi come i fratelli Earp.